# Jacob Tamme
Jacob Francis Tamme (* 15. März 1985 in Danville, Kentucky, USA) ist ein ehemaliger US-amerikanischer American-Football-Spieler auf der Position des Tight Ends. Er spielte bei den Atlanta Falcons, Indianapolis Colts und Denver Broncos in der National Football League (NFL).

## High School
Tamme spielte auf der High School American Football, Baseball und Basketball. Hier spielte er Football auf der Position des Wide Receivers und des Cornerbacks. Außerdem wurde er als Kick Returner eingesetzt.

## College
In seiner ersten Saison spielte Tamme alle elf Spiele für die University of Kentucky als Tight End. Im College war er der beste Tight End, der jemals für die University of Kentucky gespielt hat (133 gefangene Pässe für 1417 Yards).

## NFL

### Indianapolis Colts
Tamme wurde 2008 im NFL-Draft in der vierten Runde als 127. Spieler von den Indianapolis Colts ausgewählt. Bereits in seiner ersten Saison bestritt er zwölf Spiele. Im zweiten Jahr spielte er alle 16 Saisonspiele für die Colts und erreichte mit ihnen den Super Bowl XLIV, der aber gegen die New Orleans Saints verloren ging (31-17).

### Denver Broncos
2012 wechselte er zu den Denver Broncos, mit denen er 2013 den Super Bowl XLVIII erreichte. Gegen die Seattle Seahawks verlor man diesen jedoch mit 43-8.

### Atlanta Falcons
2015 wechselte er zu den Atlanta Falcons. Am 21. November 2016 wurde er wegen einer Schulterverletzung auf die Injury List gesetzt. Die Falcons erreichte ohne Tamme den Super Bowl LI, welcher jedoch mit 28:34 gegen die New England Patriots verloren wurde. Am 23. November 2017 gab er seinen Rücktritt vom Profi-Football bekannt.

## Privates
Jacob Tamme ist verheiratet und hat zwei Kinder.